# 赫氏彎線䲁
赫氏彎線䲁（學名：Helcogramma hudsoni），為輻鰭魚綱䲁形目三鰭䲁科彎線䲁屬的一個種，1906年，大衛·斯塔爾·喬丹和阿爾文·西爾對它進行了描述，種名是為了紀念薩摩亞魚類專著的插圖畫家R.L.哈德森，分布於西太平洋日本伊豆大島到萬那度、斐濟、索羅門群島, 東至美屬薩摩亞海域，深度0至3公尺，本魚體型小呈圓柱狀，吻部短，側面鈍，眼眶上有觸鬚，上頜向後延伸至眼前緣下方，上下頜齒細而密，後頸沒有鱗片, 背鰭硬棘15-17枚、背鰭軟條9-11枚、臀鰭硬棘1枚、臀鰭軟條17-20枚，體長可達4公分，棲息在水淺的礁石區，雌魚產附著性卵在藻類築的巢，雄魚會守護卵，幼魚為浮游性，生活習性不明。